# Сахибгандж
Сахибгандж (англ. Sahebganj, хинди साहिबगंज) — город и муниципалитет на северо-востоке индийского штата Джаркханд. Административный центр округа Сахибгандж.

## Этимология
Название города происходит от слов ganj «место» и sahib «мастер», таким образом, его можно перевести как «место мастеров». Скорее всего, название связано с тем, что во времена Британской Индии вблизи железнодорожной станции Сахибгандж проживало и работало много англичан и других европейцев.

## География
Расположен примерно в 430 км к северо-востоку от столицы штата, города Ранчи, на высоте 15 м над уровнем моря.

## Население
Население города по данным переписи 2001 года насчитывало 80 129 человек, из них 42 804 мужчины (53,7 %) и 37 325 женщин (46,3 %). 50 594 человека были грамотными (63,1 %), что немногим выше, чем средний по стране показатель 59,5 %.

## Транспорт
Имеется железнодорожное сообщение.